# Anthony Wilding
Anthony Frederick Wilding, detto Tony (Christchurch, 31 ottobre 1883 – Neuve-Chapelle, 9 maggio 1915), è stato un tennista neozelandese.
Partecipò alla prima guerra mondiale come soldato e morì sul campo di battaglia nel 1915.

## Carriera
È stato numero uno al mondo nel 1911 insieme a Norman Brookes e da solo in testa alla classifica nei due anni successivi.
Nel 1905 entra a far parte della squadra che rappresenta in Coppa Davis l'Australasia e l'anno successivo vince sia in singolo che in doppio maschile gli Australasian Championships.
Dal 1907 al 1909 aiuta la sua nazione a conquistare la Coppa Davis e nel 1909 vince per la seconda volta il singolare maschile degli Australasian Championships.
Nel 1910 incomincia la serie di quattro vittorie consecutive a Wimbledon mancando la quinta vittoria nel 1914 in finale contro Norman Brookes.
Non poté partecipare alle Olimpiadi del 1908 a causa di errori amministrativi ma ai Giochi Olimpici del 1912 vinse la medaglia di bronzo nel singolare maschile indoor.
È stato inserito nella International Tennis Hall of Fame nel 1978.

## Statistiche

### Tornei del Grande Slam

#### Vittorie (6)
| Anno | Torneo                       | Superficie | Avversario in finale  | Punteggio                |
| ---- | ---------------------------- | ---------- | --------------------- | ------------------------ |
| 1906 | Australian Championships     | Erba       | Frank Fisher          | 6–0, 6-4, 6-4            |
| 1909 | Australian Championships (2) | Erba       | Ernie Parker          | 6–1, 7–5, 6-2            |
| 1910 | Torneo di Wimbledon          | Erba       | Arthur Gore           | 6-4, 7-5, 4-6, 6-2       |
| 1911 | Torneo di Wimbledon (2)      | Erba       | Herbert Roper Barrett | 6-4, 4-6, 2-6, 6-2, rit. |
| 1912 | Torneo di Wimbledon (3)      | Erba       | Arthur Gore           | 6-4, 6-4, 4-6, 6-4       |
| 1913 | Torneo di Wimbledon (4)      | Erba       | Maurice McLoughlin    | 8-6, 6-3, 10-8           |

#### Finali perse (1)
| Anno | Torneo              | Superficie | Avversario in finale | Punteggio     |
| ---- | ------------------- | ---------- | -------------------- | ------------- |
| 1914 | Torneo di Wimbledon | Erba       | Norman Brookes       | 4-6, 4-6, 5-7 |

### World Championships

#### Vittorie (3)
| Anno | Torneo                            | Superficie     | Avversario in finale         | Punteggio          |
| ---- | --------------------------------- | -------------- | ---------------------------- | ------------------ |
| 1913 | World Hard Court Championships    | Terra rossa    | André Gobert                 | 6–3, 6–3, 1–6, 6–4 |
| 1913 | World Covered Court Championships | Parquet indoor | Maurice Germot               | 5–7, 6–2, 6–3, 6–1 |
| 1914 | World Hard Court Championships    | Terra rossa    | Ludwig von Salm-Hoogstraeten | 6–0, 6–2, 6–4      |